# Giannozzo Manetti
Giannozzo Manetti (Firenze, 5 giugno 1396 – Napoli, 27 ottobre 1459) è stato uno scrittore, filologo e umanista italiano, significativo esponente del primissimo Rinascimento letterario, oltre che un uomo politico e diplomatico.

## Biografia
Appartenente a una famiglia borghese, fu discepolo dell'umanista Ambrogio Traversari.
Si mise contro l'ascesa dei Medici, rifugiandosi prima a Roma e poi a Napoli, dove morì nel 1459.
A Roma fu segretario pontificio di Niccolò V, che volle rinnovare gli uffici chiamando personaggi fidati, come lo stesso Giannozzo Manetti, ma anche Orazio Romano, Niccolò Perotti, Pietro da Noceto, Pietro Lunense, Giovanni Tortelli, Lorenzo Valla; "così come non è senza significato il contestuale allontanamento da Roma di Poggio Bracciolini e Biondo Flavio". A testimonianza di tale legame di fiducia, Manetti scrisse poi la biografia di Niccolò V.
Abile oratore di straordinaria erudizione, fu un profondo conoscitore del latino e greco e studiò anche l'ebraico. Tradusse dal greco al latino l'Etica Eudemia, l'Etica Nicomachea e i Magna moralia di Aristotele. La sua ricca biblioteca ci è in larga parte pervenuta e fa parte del fondo palatino della Biblioteca Vaticana.
È ricordato soprattutto come l'autore del De dignitate et excellentia hominis libri IV, finito di scrivere verso il 1452-53. 
In questo testo lo scrittore fiorentino respinge la prospettiva religiosa medievale secondo cui il corpo umano è legato ai vizi e alla sporcizia, destinato a soffrire per espiare il peccato originale, ma al contrario afferma che è una meravigliosa macchina creata da Dio a sua immagine, fonte di molti piaceri che non sono da condannare, anche se derivano dalla sua fisicità, spostando il discorso su una visione antropocentrica tipica dell'Umanesimo. 
Nel 1447 pubblicò 3 libri della sua "Historia Pistoriensis", un compendio storico sulla storia di Pistoia dalla fondazione romana sino al 1446, attingendo ampiamente a locali Cronache Pistoiesi e alle opere maggiori dei cronachisti fiorentini Villani e Bruni.
Altri suoi lavori furono le biografie di Papa Niccolò V, di Dante, Petrarca e Boccaccio, lavori storiografici, trattati filosofici e importanti traduzioni di Aristotele e altri autori.

## Opere
- Dignità ed eccellenza dell'uomo. Testo latino a fronte, a cura di Giuseppe Marcellino, Milano, Bompiani, 2014.
- «Historia Pistoriensis», a cura di Stefano U. Baldassarri e Benedetta Aldi. Commento storico di William J. Connell, Firenze, Sismel - Edizioni del Galluzzo, 2011 (Società internazionale per lo studio del Medioevo latino)
- «De terremotu», a cura di Daniela Pagliara, Firenze, Sismel - Edizioni del Galluzzo, 2012